# بنجي (مقاطعة كتاب)
بنجي هي بلدة في مقاطعة كتاب في ولاية قشقداريا في أوزبكستان.